# Leichtathletik-Europameisterschaften 1986/Hochsprung der Frauen

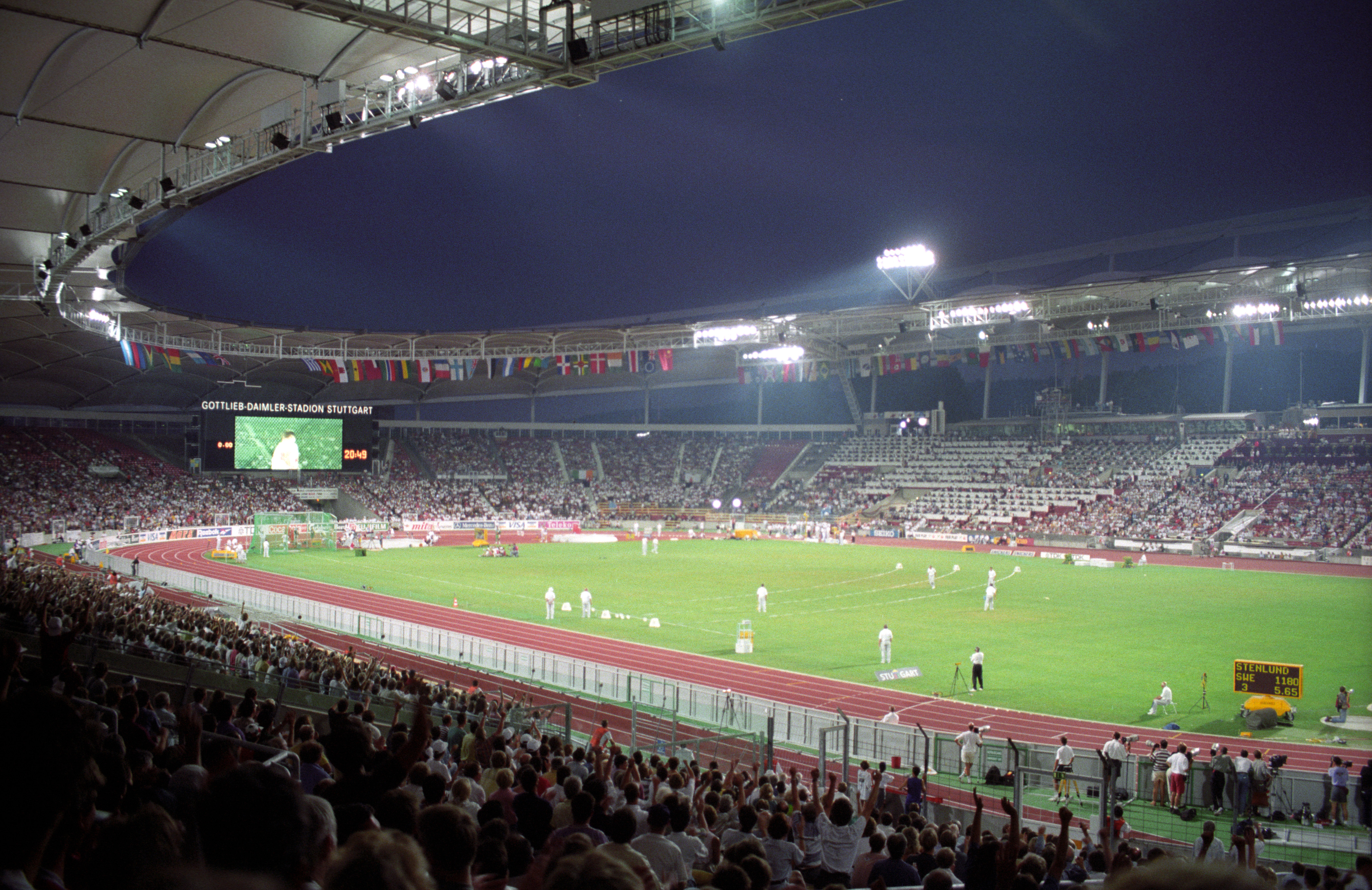
Das Stuttgarter Neckarstadion (heute MHPArena) bei den Leichtathletik-Weltmeisterschaften 1993

Der Hochsprung der Frauen bei den Leichtathletik-Europameisterschaften 1986 wurde am 27. und 28. August 1986 im Stuttgarter Neckarstadion ausgetragen.
In diesem Wettbewerb gab es einen Doppelsieg für die bulgarischen Hochspringerinnen. Europameisterin wurde die Weltrekordinhaberin Stefka Kostadinowa. Den zweiten Rang belegte Swetlana Issajewa. Bronze ging an Olga Turtschak aus der Sowjetunion.

## Bestehende Rekorde
| Weltrekord           | 2,07 m | Stefka Kostadinowa | Sofia, Bulgarien       | 31. Mai 1986      |
| Europarekord         | 2,07 m | Stefka Kostadinowa | Sofia, Bulgarien       | 31. Mai 1986      |
| Meisterschaftsrekord | 2,02 m | Ulrike Meyfarth    | EM Athen, Griechenland | 8. September 1982 |

Der bestehende EM-Rekord wurde bei diesen Europameisterschaften nicht Am höchsten sprang die bulgarische Europameisterin Stefka Kostadinowa, die im Finale genau 2,00 m meisterte, womit sie lediglich zwei Zentimeter unter dem Rekord blieb. Zu ihrem eigenen Welt- und Europarekord fehlten ihr sieben Zentimeter.

## Legende
Kurze Übersicht zur Bedeutung der Symbolik – so üblicherweise auch in sonstigen Veröffentlichungen verwendet:
| NM  | keine Höhe (no mark)  |
| ogV | ohne gültigen Versuch |

## Qualifikation
27. August 1986
22 Wettbewerberinnen traten zur Qualifikationsrunde an. Die Qualifikationshöhe für den direkten Finaleinzug betrug 1,91 m. Nur eine Athletin übersprang diese Marke (hellblau unterlegt). Für elf weitere Sportlerinnen, die 1,89 m gemeistert hatten, wurde bald klar, dass diese Höhe ausreichen würde, um im Finale mit mindestens zwölf Teilnehmerinnen dabei zu sein (hellgrün unterlegt). So kam ein Finalfeld mit zwölf Hochspringerinnen zustande, die sich am darauffolgenden Tag gemeinsam dem Wettkampf stellten.

### Gruppe A
| Platz | Name                        | Nation         | Höhe (m) |
| ----- | --------------------------- | -------------- | -------- |
| 1     | Elżbieta Krawczuk-Trylińska | Polen          | 1,89     |
| 2     | Larissa Kossizyna           | Sowjetunion    | 1,89     |
| 2     | Susanne Helm                | DDR            | 1,89     |
| 4     | Olga Turtschak              | Sowjetunion    | 1,89     |
| 5     | Swetlana Issajewa           | Bulgarien      | 1,89     |
| 5     | Heike Redetzky              | BR Deutschland | 1,89     |
| 7     | Madely Beaugendre           | Frankreich     | 1,86     |
| 8     | Brigitte Rougeron           | Frankreich     | 1,86     |
| 9     | Katalin Sterk               | Ungarn         | 1,86     |
| 10    | Susanne Lorentzon           | Schweden       | 1,80     |
| 11    | Sharon McPeake              | Großbritannien | 1,76     |

### Gruppe B
| Platz | Name                | Nation         | Höhe (m) |
| ----- | ------------------- | -------------- | -------- |
| 1     | Stefka Kostadinowa  | Bulgarien      | 1,91     |
| 2     | Sigrid Kirchmann    | Österreich     | 1,89     |
| 2     | Diana Davies        | Großbritannien | 1,89     |
| 2     | Danuta Bułkowska    | Polen          | 1,89     |
| 5     | Olga Juha           | Ungarn         | 1,89     |
| 6     | Andrea Bienias      | DDR            | 1,89     |
| 7     | Sara Simeoni        | Italien        | 1,86     |
| 8     | Tamara Bykowa       | Sowjetunion    | 1,86     |
| 9     | Christina Nordström | Schweden       | 1,86     |
| 10    | Janet Boyle         | Großbritannien | 1,83     |
| 11    | Maryse Éwanjé-Épée  | Frankreich     | 1,80     |

## Finale

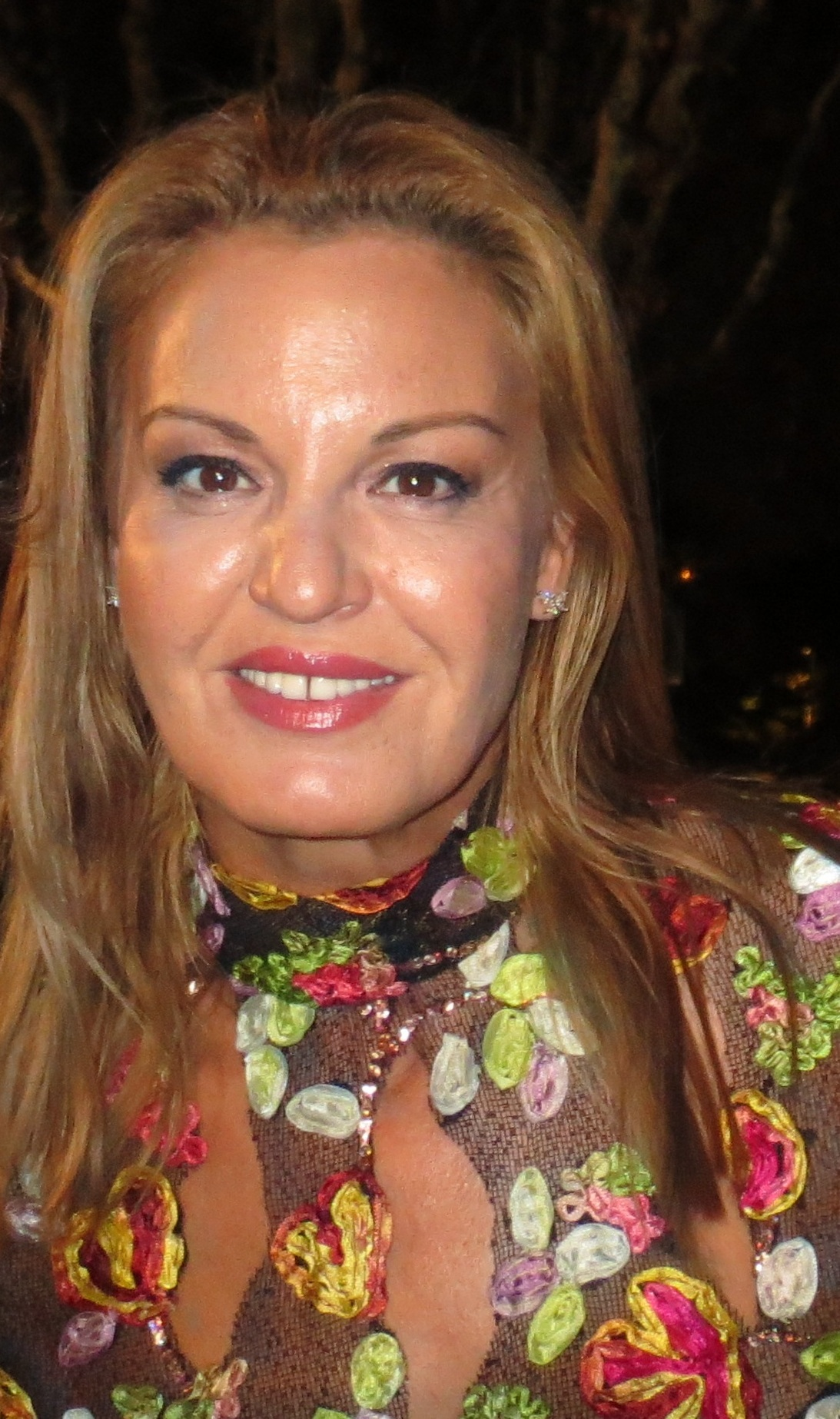
Europameisterin Stefka Kostadinowa (Foto: 2012), zuvor schon Weltrekordinhaberin, errang ihren ersten großen Titel, dem weitere folgen sollten

28. August 1986, 17:30 Uhr
| Platz | Name                        | Nation         | Höhe (m) |
| ----- | --------------------------- | -------------- | -------- |
| 1     | Stefka Kostadinowa          | Bulgarien      | 2,00     |
| 2     | Swetlana Issajewa           | Bulgarien      | 1,93     |
| 3     | Olga Turtschak              | Sowjetunion    | 1,93     |
| 4     | Susanne Helm                | DDR            | 1,90     |
| 4     | Andrea Bienias              | DDR            | 1,90     |
| 6     | Heike Redetzky              | BR Deutschland | 1,90     |
| 7     | Danuta Bułkowska            | Polen          | 1,90     |
| 8     | Diana Davies                | Großbritannien | 1,87     |
| 9     | Larissa Kossizyna           | Sowjetunion    | 1,83     |
| 9     | Olga Juha                   | Ungarn         | 1,83     |
| 11    | Sigrid Kirchmann            | Österreich     | 1,79     |
| NM    | Elżbieta Krawczuk-Trylińska | Polen          | ogV      |

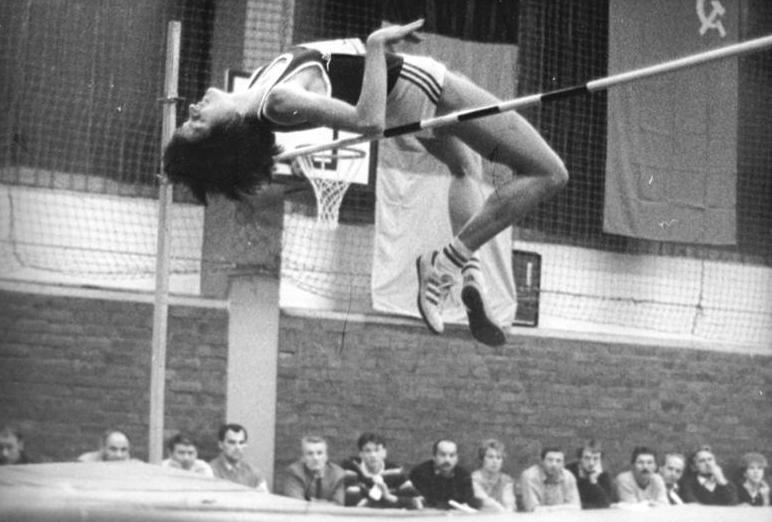
Susanne Helm, spätere Susanne Beyer, erreichte den geteilten Platz vier
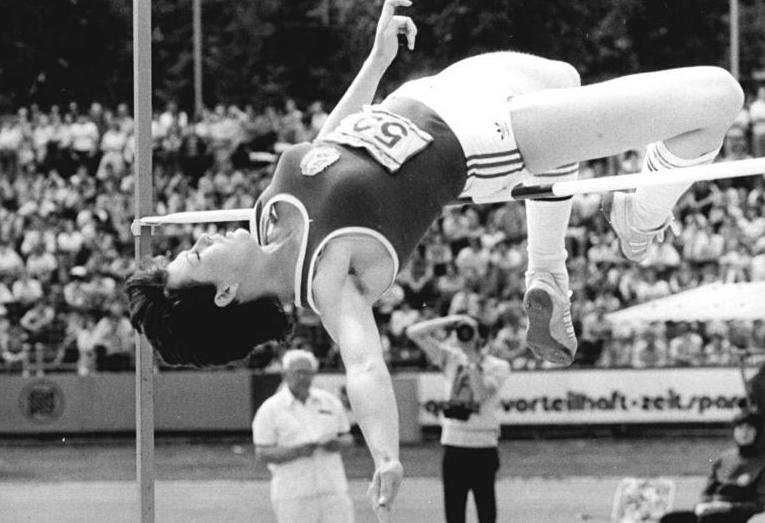
Andrea Bienias, frühere Andrea Reichstein, EM-Sechste von 1982, kam auf den geteilten vierten Rang
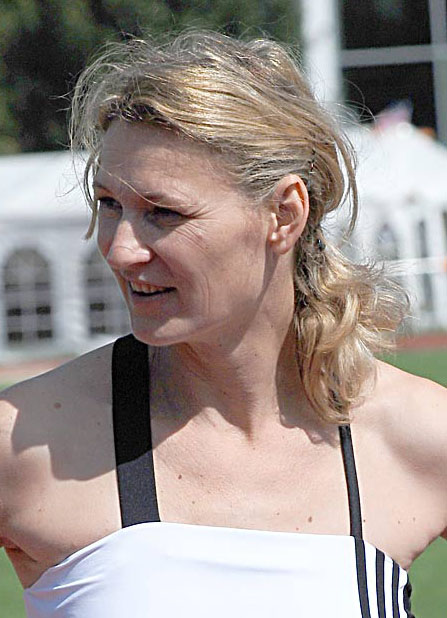
Heike Redetzky belegte Platz sechs – als Heike Henkel wurde sie unter anderem Olympiasiegerin 1992

## Videolinks
- 291 European Track and Field 1986 High Jump Women Stefka Kostadinova, www.youtube.com, abgerufen am 17. Dezember 2022
- 301 Stefka Kostadinowa, High Jump, www.youtube.com, abgerufen am 17. Dezember 2022
- 284 European Track and Field 1986 High Jump Women Susanne Helm, www.youtube.com, abgerufen am 17. Dezember 2022
- 286 European Track and Field 1986 High Jump Women Heike Redetzky, www.youtube.com, abgerufen am 17. Dezember 2022